# Оро-Башы
Оро-Башы (кирг. Оро-Башы) — село в Кочкорском районе Нарынской области Кыргызстана. Входит в состав Чолпонского айылного аймака.

## География
Село расположено в северо-восточной части области, к югу от реки Кочкор, на расстоянии приблизительно 24 километров (по прямой) к западо-юго-западу от села Кочкорки, административного центра района. Абсолютная высота — 2048 метров над уровнем моря.

## Население
Согласно оценочным данным Национального статистического комитета Кыргызской Республики, численность населения села на начало 2023 года составляла 639 человек.
| год     | 2020 | 2021 | 2023 |
| ------- | ---- | ---- | ---- |
| человек | 671  | 668  | 639  |